# 顔継祖
顔 継祖（がん けいそ、生年不詳 - 1639年）は、明末の官僚・軍人。字は縄其、号は同蘭。本貫は漳州。

## 生涯
1619年（万暦47年）、進士に及第した。1627年（天啓7年）、工科給事中となった。1628年（崇禎元年）1月、工部の冗員と三殿叙功の濫発を批判し、200人あまりの余分な俸禄を減らすよう求めた。また魏忠賢の仲間の李魯生・霍維華の罪状を告発した。御史の袁弘勲が東閣大学士の劉鴻訓を弾劾し、錦衣の張道濬が協力して劉鴻訓を攻撃した。継祖は袁弘勲と張道濬が朋党を結んで政治を乱していると弾劾した。崇禎帝はいずれも聞き入れた。
継祖は工科右給事中に転じた。1630年（崇禎3年）、北京城の16門の堀を巡視し、8事を列挙して上疏し、監督主事の方応明を職務怠慢で弾劾した。崇禎帝は方応明に杖罰を加えて退任させた。このとき北京の外城壁が薄く、高さと厚さを増強しようとする議論があったが、財政難のために取りやめられた。継祖は吏科都給事中に転じ、時事十大弊を上疏した。喪に服すため官を辞して帰郷した。1635年（崇禎8年）、もとの官に復帰した。
1636年（崇禎9年）7月、太常寺少卿に抜擢された。11月、右僉都御史となり山東巡撫をつとめた。兵を分けて省境を押さえたので、河南の反乱軍は青州や済州に侵入しようとしなかった。もと巡撫の李懋芳が軍糧2万あまりを横領したことを弾劾した。1638年（崇禎11年）、北京で戒厳が発令されると、継祖は徳州への移駐を命じられた。継祖の部下の兵士は3000人ほどで、楊嗣昌の指揮下に入ったが、50日ほどで3回方針が変更された。後に継祖は徳州の防備に専念するよう命じられ、このため済南が手薄になった。継祖はたびたび劉沢清・倪寵らの援軍を求めたが、みな留まって前進しなかった。1639年（崇禎12年）1月、清軍が済南を攻め落とし、徳王朱由枢が捕らえられたが、継祖はひとりで多方面に配慮することはできなかった。継祖は弾劾を受けて、官爵の返上と帰郷を願い出たが、崇禎帝は聞き入れず、継祖は逮捕されて獄に下された。8月癸巳、棄市された。